# Capilla de los Dolores (Grado)
La capilla de los Dolores se encuentra situada en la localidad de Grado en el concejo asturiano del mismo nombre. Antiguamente era la capilla privada del palacio de Miranda-Valdecarzana. Fue mandada construir en 1713 por Sancho Fernández de Miranda Ponce de León y Trelles, III marqués de Valdecarzana. En la actualidad, es un bien adquirido en 1955 perteneciente al Ayuntamiento de Grado, en el que se han realizado restauraciones diversas entre los años 1982 y 1997. No tiene carácter religioso, sino que en ella se celebran diversos actos lúdicos como obras teatrales, además de ser el lugar donde se celebran las bodas civiles del concejo. La capilla de los Dolores junto con el palacio de Miranda-Valdecarzana es Monumento Histórico Artístico.

## Historia
Como hecho habitual los señoríos de los linajes más importantes, constituían alrededor de sus posiciones rurales, unos edificios que se construían como viviendas y que les servían para estar próximos a sus fincas rústicas a la vez que exponían su dominio sobre ellas. A finales del siglo XVII, tuvo lugar el desvío de nuevas residencias hacia centros urbanos, donde se encontraban más cercanas a las instituciones gubernantales y por tanto del control de los empleos municipales, gracias a sus influencias políticas y administrativas, propias de las constituciones de mayorazgo por parte de familias nobles asturianas, entre las que destacaba la casa de Miranda cuya fundación del mayorazgo se había efectuado en 1504 por Diego de Miranda.
El palacio de la familia Miranda, sufrió una gran ampliación en estilo barroco en el último tercio del siglo XVII, seguramente cuando ya se había recibido el título del marquesado de Valdecarzana. Otra reforma fue la que coincidió con la construcción de la capilla de Nuestra Señora de los Dolores entre 1713 y 1716 cuando se realizó la fachada oriental y quiso hacerse una conexión con la tribuna de la capilla, este pasadizo voladizo parece que nunca llegó a construirse. Así lo confirma la visita realizada en 1795 por Gaspar Melchor de Jovellanos que describe la capilla como: 

...aneja a él se halla la capilla de Nuestra Señora de los Dolores de 1713-1716, suntuosa construcción barroca [...] bella arquitectura; toda de jaspe rojo y negro sin bruñir; retablo nuevo de madera sin estofar; mala escultura; un buen crucifijo de marfil; bellísima sacristía; la capilla, mal situada, junto a la iglesia parroquial, que la asombra y es de ella más asombrada; quisieron quitar la iglesia los marqueses, y hacer otra nueva fuera de su cercado. No tiene tribuna, pero hay dentellones como para continuar la casa hasta tocar con la capilla y hacerla.

El edificio del palacio, contaba con un oratorio en una de sus estancias para la devoción de la familia, hecho común en las casas de la nobleza que no poseían capilla con edificio propio. Debió ser esto un motivo determinante para querer equipararse con otras familias, el que hizo decidir al tercer marqués de Valdezarzana la construcción de la capilla, cercana a su casa-palacio de Grado, ocupando parte del terreno destinado al jardín familiar y próxima a la iglesia parroquial románica de San Pedro. Justo encima de la puerta principal de la capilla se encuentra la inscripción de: «ESTA CAPILLA SE COMENZO ANNO DE 1713» (sic). Según Álvaro Fernández de Miranda, la capilla tardó en construirse tres años por su carestía y los problemas económicos en que estaba sumergido el marqués.
El gasto en su construcción y el traslado definitivo de la familia a la corte de Madrid en 1717, justificó el abandono de la decoración de la capilla. El marqués falleció en 1737, mientras su esposa María de Atocha Saavedra Ladrón de Guevara, condesa de Escalane y de Tahalú lo hacía diez años después, dejando en su testamento:

...mando y es mi voluntad que se saquen de mis caudales mil pesos, y que se busquen hipotecas seguras en el Principado de Asturias y si pudiese ser en la villa de Buedo y que los réditos sean para la fábrica de Nuestra Señora de los Dolores entregándose este caudal [...] es mi voluntad se remita a Nuestra Señora de los Dolores de Grado, luego que yo fallezca un escaparate dorado con su retablo dentro también dorado, con una Nuestra Señora pintada en vitela y un cofre forrado en felpa encarnada, con todo lo que se hallare dentro de dicho cofre, que se reducirá a chucherías de plata y otras que no lo serán y algunos relicarios, y también ornamentos y demás adornos que se hallaren en mi oratorio”.

Su hijo, Sancho Fernández de Miranda IV marqués de Valdecarzana, al año siguiente, hizo contratar al escultor y arquitecto asturiano José Bernardo de la Meana, para la realización del retablo del altar mayor de la capilla. En el contrato se especifica que se compromete el escultor ha realizarlo por: «...el costo de 12 000 reales, y que tenía que llevar efigies, tres medallones de relieve, y un Cristo en el sepulcro, colocado en la parte central del banco.» Este retablo junto con las imágenes fue destruido durante la Guerra de la Independencia de España. Se instaló un nuevo retablo donado por la condesa de Fuenclara a mediados del siglo XIX. De este retablo se tiene noticias por Pascual Madoz:

...capilla Ntra Sra de los Dolores; esta última perteneciente a la Casa Miranda es magnífica de orden gótico, y de una cantería tan preciosa, que a poco más que se hubiese pulimentado parecería hermoso jade con vetas de variados colores: el altar también tiene mérito y se encuentra ya reparado de los daños que sufrió en la guerra de la Independencia.

## Arquitectura
La arquitectura de la capilla y su decoración exuberante —principalmente en los muros interiores—, unido esto a las fechas de construcción la sitúan dentro del período de la arquitectura barroca. El uso para la que fue edificada era esencialmente para la devoción privada de la familia, sin tener funcionalidad funeraria. La autoría del proyecto se atribuye al arquitecto Francisco de la Riva Ladrón de Guevara, o según otros autores la presencia en Grado, en el año 1715, de su tío también arquitecto Francisco Alonso de la Riva, podría darse como otro presunto artífice del proyecto. Así mismo se ha señalado que debido a la procedencia madrileña de la marquesa María de Atocha Saavedra, y por su interés demostrado en la construcción y mantenimiento de la capilla, es posible que fuera encargado el diseño a algún arquitecto de Madrid.

### Interior
Consta de planta rectangular y dividida en tres tramos, el delantero o de los pies, más alto y con cúpula sobre pechinas donde la clave presenta el escudo de armas de los comitentes, los otros dos con bóveda de medio punto. En el tramo de la cabecera (sur) se encuentra la sacristía separada por un muro de sillería lisa sobre el que se debió de colocar el retablo realizado por el escultor Meana y dos puertas laterales, en ese muro, correspondientes a dicha sacristía. Los otros dos tramos de la división de la capilla se separan por medio de arcos fajones apoyados sobre pilastras.
En la construcción de los muros se combina la piedra gris de tipo caliza y procedente de Cornellana y la ferruginosa, con ellas se construyen unos casetones rectangulares en resalte con rombos en forma de puntas de diamante. Sobre las pilastras se encuentra un entablamento que recorre todo el perímetro de sus muros y en el que hay un friso con ornamentos vegetales.
Sacristía
La sacristía ubicada detrás del muro donde debía encontrarse el retablo mayor, está realizada con gran detalle de ornamentos, el mueble cajonera está incrustado dentro de un nicho avenerado flanqueado por pilastras estriadas con un frontón superior. Enfrente se encuentra otra hornacina avenarada que acoge el aguamanil con las pilastras cajeadas y columnillas exentas, también tiene un entablamento sobre ménsulas encima del cual hay una cruz como remate. El friso se alterna con triglifos y metopas decorados con rosetas.

### Exterior
El exterior de la capilla se caracteriza por sus muros lisos sin decoración con elevados contrafuertes que marcan los tramos interiores. La puerta principal está situada en la parte este, encontrándose algo desviada del eje del muro, se cree que podría ser debido a la intención de hacer en este espacio una estructura que uniera la capilla con la vivienda o por el trazado que pudiera tener en aquel entonces la calle. En la esquina con la fachada norte que da al jardín del palacio, es donde aparecen los dentellones que son similares y corresponden con los que presenta el palacio. La portada de entrada está realizada con arco de medio punto flanqueado por pilastras cajeadas con recuadros en cuyo interior se encuentran rombos. Estas pilastras van a morir a un friso liso, sobre el que hay un frontón recto y partido donde se encuentra una hornacina en la que había una imagen de la Virgen de los Dolores, desaparecida y que solo conserva su peana. La hornacina está enmarcada por medio de unas columnillas exentas, que sostienen un entablamento elaborado con motivos geométricos, dentro de la hornacina se encuentra una inscripción: «AVE MARIA GRACIA PLENA». El acceso de esta entrada da al tramo situado bajo la cúpula del tramo delantero de la capilla.
La espadaña de dos ojos de medio punto está decorada con pilastras cajeadas y frontón triangular, se encuentra en el remate de la fachada norte o septentrional. En esta fachada se puede observar un gran ventanal, sobre la puerta de entrada, que se asocia a parte de la estructura que debería tener la tribuna unida a la vivienda y que nunca fue construida. Existen gárgolas de animales fantásticos en cada esquina de la cubierta del edificio.

## Galería

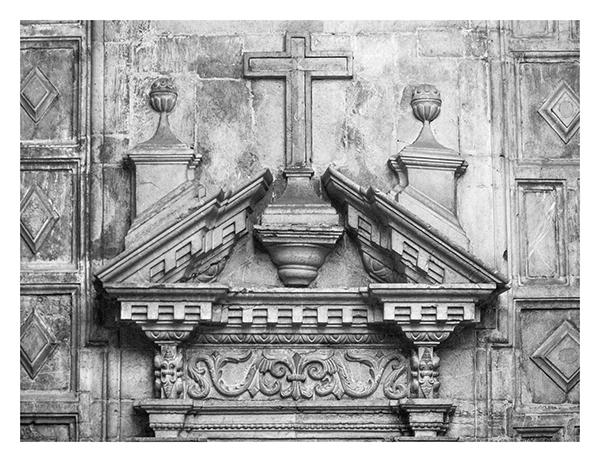
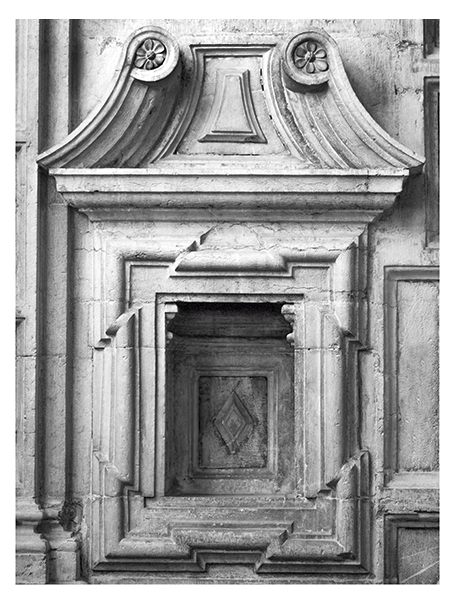
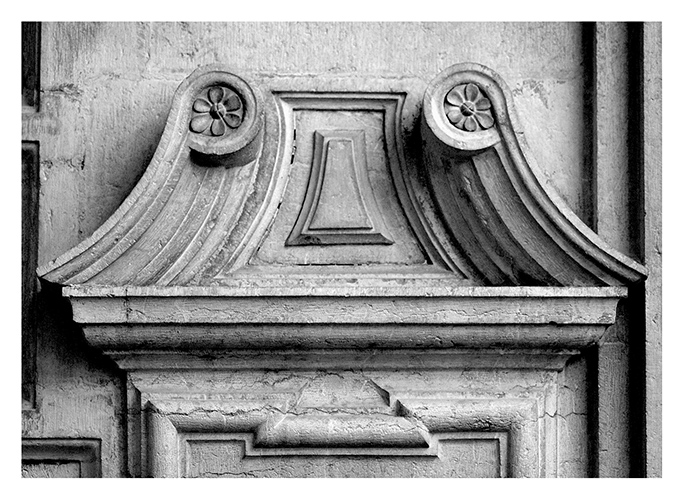
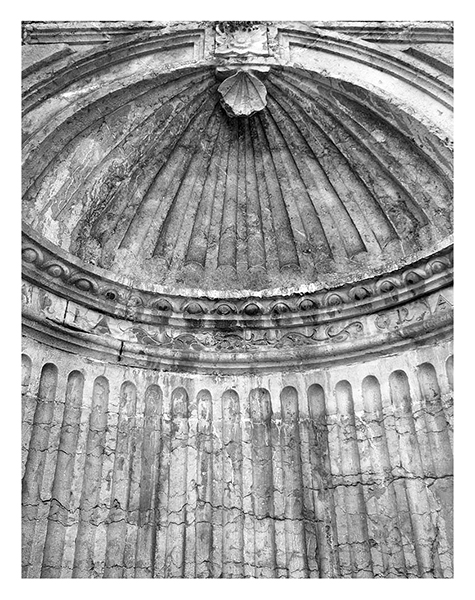
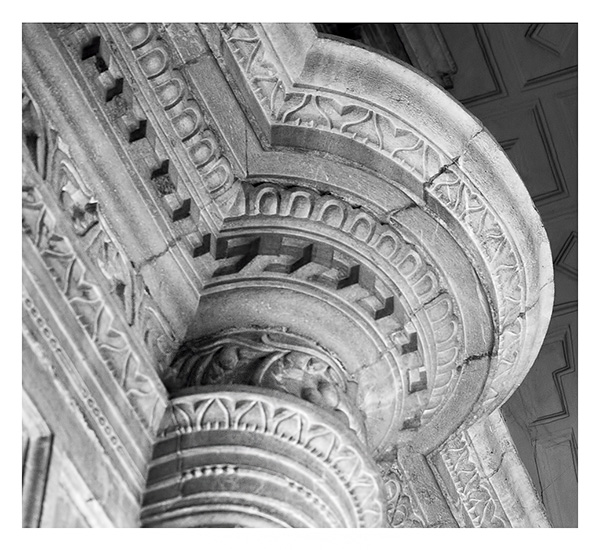
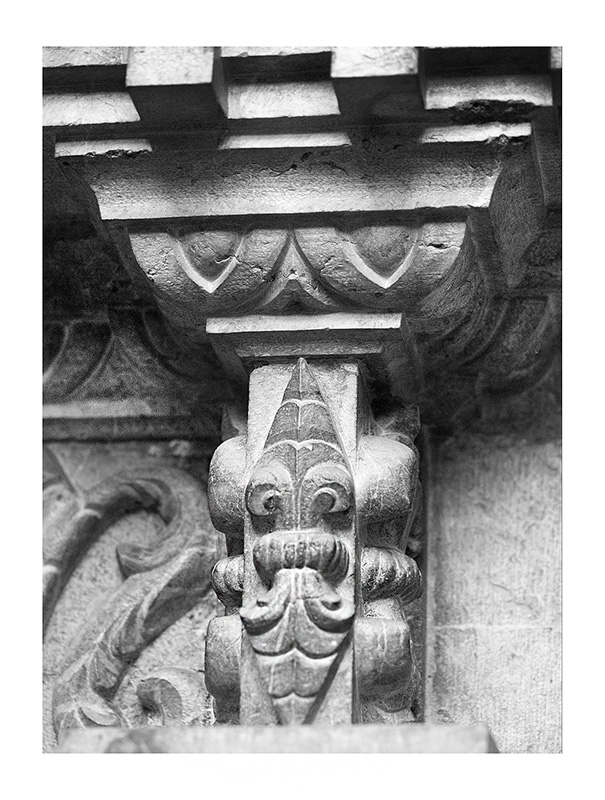
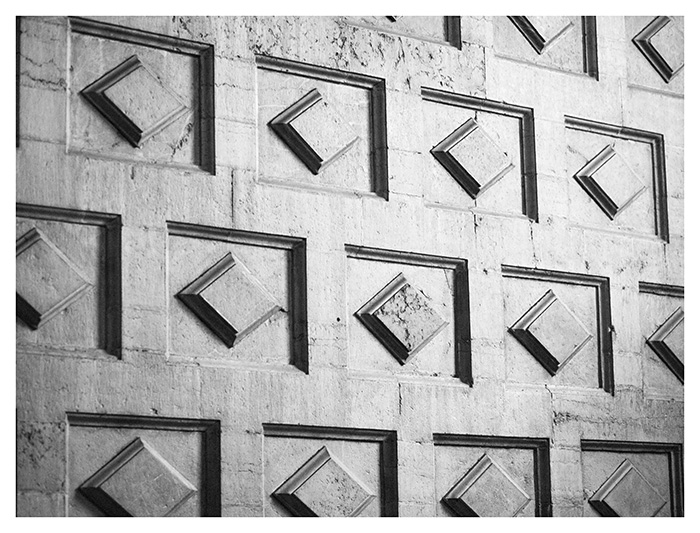
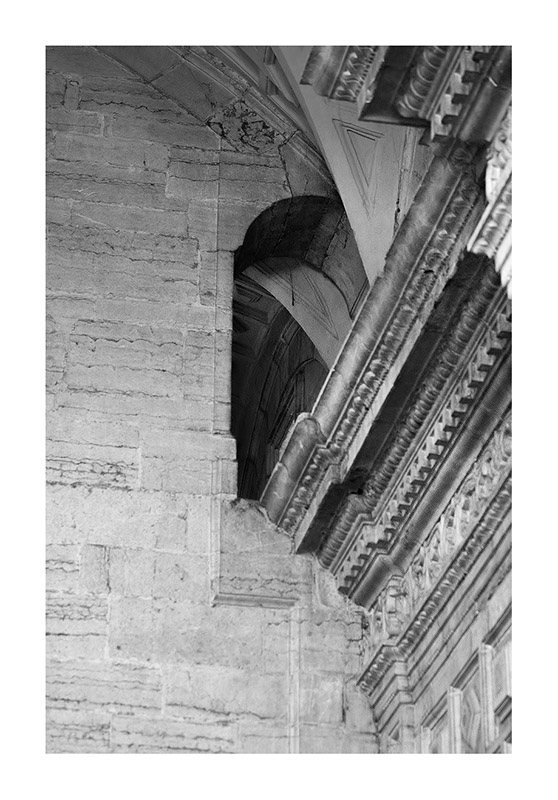
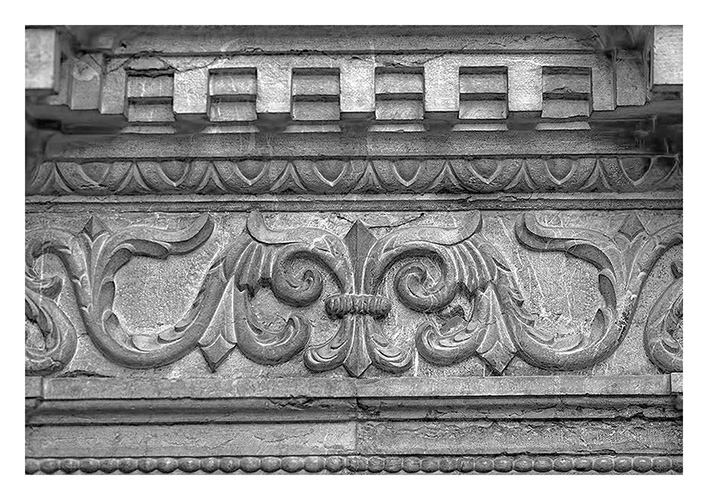
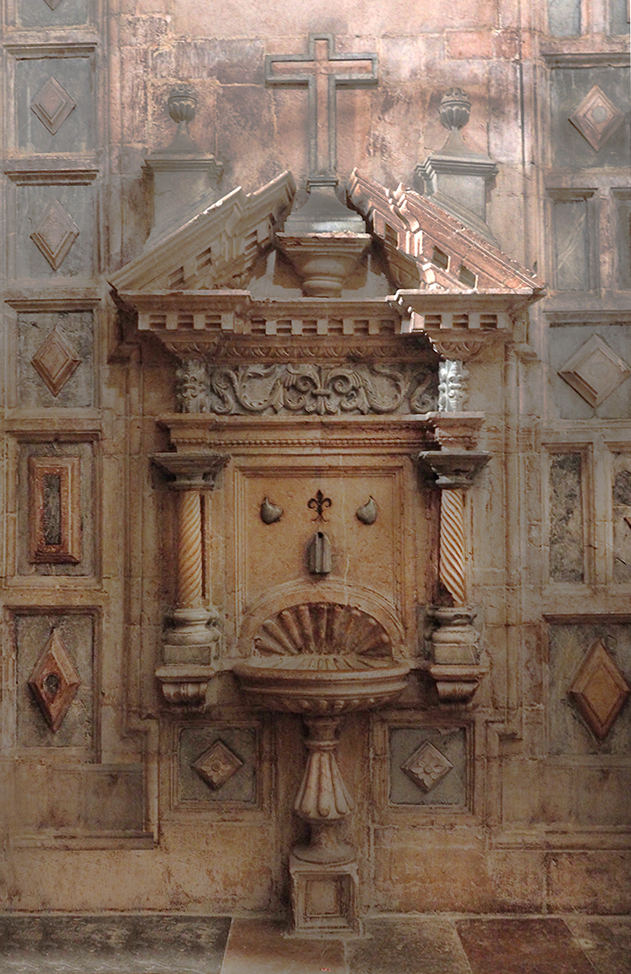
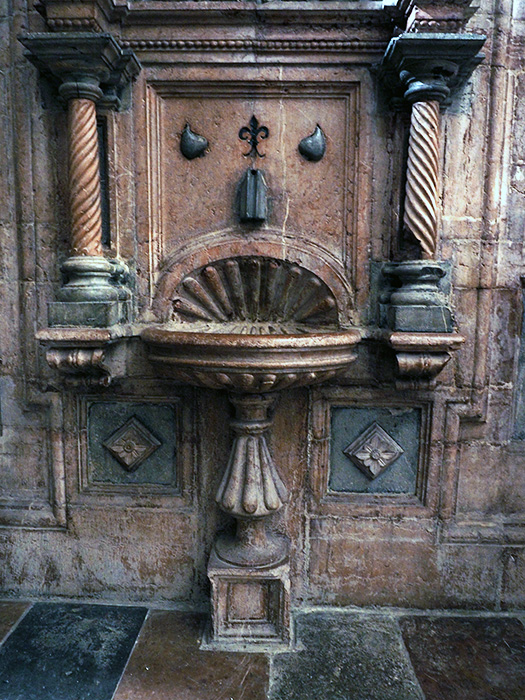
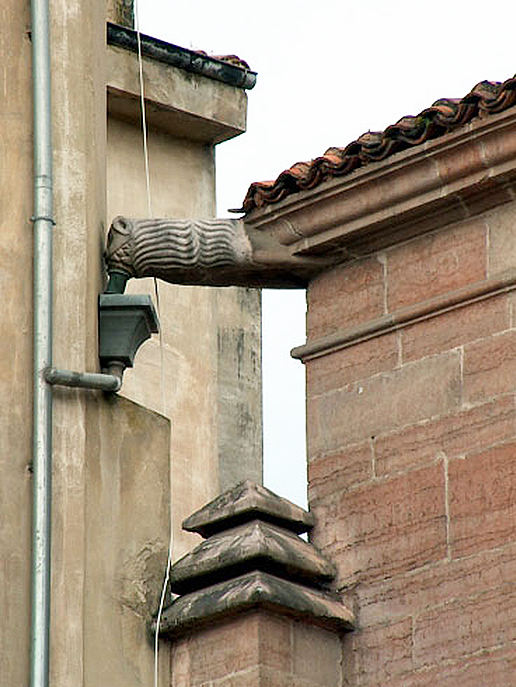
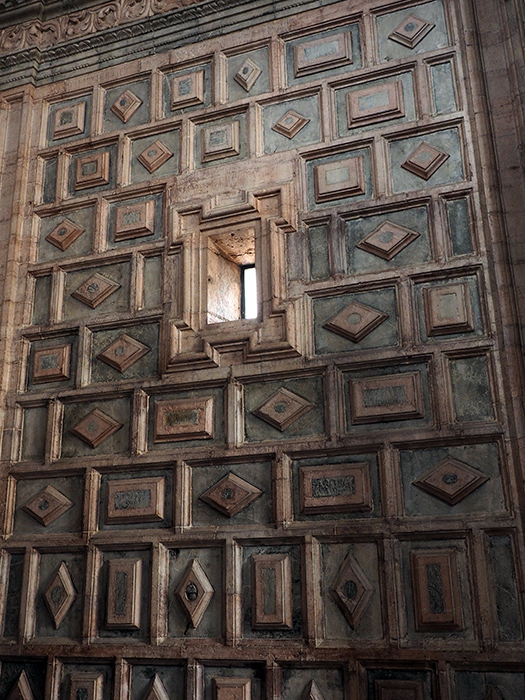
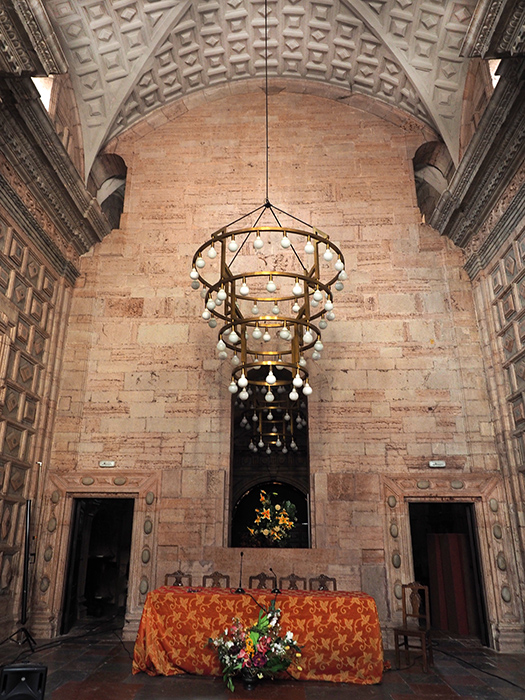